# Bataille de Castillon, 17 juillet 1453
Pour l’article homonyme, voir Bataille de Castillon.
La Bataille de Castillon, 17 juillet 1453 est un tableau de Charles-Philippe Larivière, peint en 1839. Il s'agit de l'une des œuvres visibles dans la galerie des batailles, au château de Versailles, en France.

## Description
La Bataille de Castillon est une huile sur toile, de 4,25 m de haut sur 2,62 m de long. 
Elle représente la chute de cheval de John Talbot, anglais, lors de la bataille de Castillon, en 1453, qui fut la dernière de la guerre de Cent Ans. 
Cette peinture présente certaines erreurs. En effet, Talbot âgé de 70 ans ne portait pas d'armure et son cheval était blanc.

## Localisation
L'œuvre est située dans la galerie des batailles, dans le château de Versailles. Les toiles de la galerie étant disposées par ordre chronologique, elle est placée entre celles représentant le siège d'Orléans (1429) et l'entrée de Charles VIII à Naples (1495).

## Historique
En 1833, le roi Louis-Philippe, au pouvoir depuis 3 ans, décide de convertir le château de Versailles en musée historique de la France. La galerie des batailles est inaugurée en 1837. 33 toiles monumentales y sont disposées, dépeignant des épisodes militaires de l'histoire de France.
Commandée par Louis-Philippe pour le musée historique de Versailles en 1837, exposée au Salon de 1839 sous le no 1224, sur cette peinture, Alexandre Barbier écrivit la critique suivante :
« Vous rappelez-vous, cher lecteur, une grande et belle peinture qui parut au Salon de 1836, représentant le roi arrivant à l'Hôtel-de-Ville à travers les barricades de juillet encore debout ? Elle était de M. Larivière. J'ai besoin d"évoquer ce souvenir pour justifier ce qui me reste à dire. Les armes sont journalières ! Il y a bien loin du tableau que je rappelle aux deux batailles que nous avons sous les yeux; j'ai bien peur que M. Larivière ne les ait perdues toutes les deux... Mais n'affligeons pas par une critique trop sévère un homme qui nous a déjà donné de son talent des preuves si complètes : respect au courage malheureux ! »

## Artiste
Charles-Philippe Larivière (1798-1876) est un peintre français.